# Porslinsblomssläktet
Porslinsblomssläktet (Hoya) är ett släkte i familjen oleanderväxter som består av mellan 200 och 230 arter med tropiska växter. Tidigare tillhörde de familjen] tulkörtsväxter (Asclepiadaceae), men hela den familjen ingår numera i oleanderväxterna, alltså även porslinsblommorna. De kommer ursprungligen från sydöstra Asien, Australien och Nya Guinea. 
Släktet är uppkallat efter botanikern Thomas Hoy.
Porslinsblomssläktets arter är städsegröna klätterväxter eller buskar som blir mellan 1 och 50 meter långa, ibland längre när de har lämpliga stöd att klättra mot, exempelvis träd. Flertalet arter är epifyter eller litofyter. De har enkla, motsatta blad som är mellan 1 och 50 centimeter långa och är vanligen mer eller mindre suckulenta. Många arters blad har små, oregelbundna silvervita fläckar. Blommorna sitter i falska flockar som kommer fram vid spetsen av 1–20 centimeter långa sporrar. Sporrarna kommer fram i bladvecken, de är mer sällan toppställda. Vissa arter blommar flera gånger på samma sporre, andra tappar den efter varje blomomgång. 
Blomstorleken varierar mycket, allt från arter med millimeterstora blommor till andra arter som kan ha blommor upp till 8 cm i diameter.
Blommorna är femtalig och finns i alla färger utom blått, de har litet foder med glandler vid basen. Kronan är köttig, med utbredda, tillbakadragna eller klocklikt hållna flikar. Samtliga arter har en köttig bikrona i mitten, som glänser även som torkad.  Många arter doftar sött på flera olika sätt (som tuggummi, smörkola, parfym, gardenia, citrus med mera) och producerar ett överflöd av nektar medan andra varken doftar eller droppar. Frukten är en kapsel och består vanligen av en karpell.
Släktet liknar rotgömmesläktet (Dischidia) som dock har urnlika blommor, med mindre påfallande bikrona, denna glänser inte som torkad.
Många porslinsblomsarter är vanliga som krukväxter, framför allt porslinsblomma (H. carnosa) och  liten porslinsblomma (H. lanceolata subsp. bella).

### Webbkällor
- Svensk Kulturväxtdatabas
- Svenska Hoyasällskapet
- Flora of China - Hoya

- Wikimedia Commons har media som rör Porslinsblomssläktet.